# Anua xylochroa
Anua xylochroa là một loài bướm đêm trong họ Erebidae.